# Golden Butterfly Awards
I Golden Butterfly Awards (turco: Altın Kelebek Ödülleri ) sono premi annuali per la musica e la televisione turchi che si tengono dal 1972  e sponsorizzati da Pantene . I destinatari sono scelti dai lettori del quotidiano Hürriyet e l'evento è trasmesso in diretta sul canale televisivo Kanal D.   Dal 2017, la cerimonia ha incluso il premio Brightest Star dell'Azerbaigian, per celebrare i più alti successi di quel paese nell'industria musicale e televisiva. 

## Categorie di premi

### Televisione
- Migliore serie
- Migliore attrice
- Miglior attore
- Miglior serie comica
- Miglior attrice in una commedia
- Miglior attore in una commedia
- Miglior regista
- Miglior sceneggiatore
- Miglior musica per serie
- Miglior attore bambino
- Miglior programma di competizione
- Miglior talk show
- Miglior programma sportivo
- Miglior programma per riviste
- Miglior programma di cultura e arte
- Miglior programma diurno
- Miglior coppia di una serie TV
- Miglior conduttrice femminile
- Miglior presentatore maschile
- Miglior presentatrice femminile di notizie
- Miglior presentatore di notizie maschile
- Miglior programma di notizie

### Musica
- Miglior canzone dell'anno
- Miglior artista femminile pop turca
- Miglior artista maschio pop turco
- Miglior artista femminile rap turca
- Miglior artista maschio rap turco
- Miglior artista femminile folk turco
- Miglior artista maschile folk turco
- Miglior artista femminile rock turco
- Miglior artista maschio rock turco
- Miglior artista femminile classica turca
- Miglior artista maschile classico turco
- Miglior artista femminile di musica folk
- Miglior artista maschile di musica folk
- Miglior artista rivoluzionario
- Miglior gruppo
- Miglior gruppo Breakthrough
- Miglior video musicale
- Miglior gruppo rap

### Media digitali
- Miglior serie Internet
- Miglior contenuto digitale
- Miglior YouTuber
- Miglior streamer di Twitch
- Miglior influencer

### Premi speciali
- Speciale stelle televisive
- La stella più brillante dell'Azerbaigian.